# 1773年の相撲
1773年の相撲（1773ねんのすもう）は、1773年の相撲関係のできごとについて述べる。

## 本場所など
- 3月場所（江戸相撲）[1]
  - 興行場所:深川八幡宮境内
  - 4月11日（旧3月20日）より晴天8日間興行
- 5月場所（大坂相撲）[1]
  - 興行場所:堀江
  - 7月4日（旧5月15日）より晴天10日間興行
- 8月場所（京都相撲）[1]
  - 興行場所:二条東
  - 8日間興行
- 10月場所（江戸相撲）[2]
  - 興行場所:本所一ツ目八幡境内
  - 12月12日（旧10月29日）より晴天8日間興行
- 他、大坂相撲本場所が秋に10日間興行）[1]。